# Добра година
Добра година (енгл. A Good Year) је љубавна комедија Ридлија Скота из 2006. са Раселом Кроуом, Марион Котијар и Албертом Финијем у главним улогама. Добра година је љубавна комедија заснована на истоименом роману Питера Мејла. 

## Радња
Филм приказује живот Макса Скинера (Расел Кроу), амбициозног и агресивног трговца акцијама на Лондонској берзи. Његов досадашњи живот прекинула је вест о смрти стрица Хенрија (Алберт Фини), који му је завештао имовину у Прованси, у Француској. 